# Кастор Родосский
Кастор (греч. Κάστωρ) — древнегреческий ритор и историк с острова Родос (по другим данным — из Массилии), живший в I веке до н. э. и носивший прозвище Φιλορωμαϊος.
Он написал несколько исторических и риторических сочинений, из которых от их большей части нам известно только заглавие. В «Χρονικά» он переработал и довёл до 61 до н. э. краткое изложение в стихах всей истории, составленное около 144 до н. э. Аполлодором. Этой хроникой пользовался Евсевий Кесарийский.
Не принадлежит Кастору дошедший до нас под его именем (поставленным в заголовке сочинения лишь в XVI веке) риторический трактат о предложениях и периодах, византийского происхождения.
Кастор был женат на дочери галатского тетрарха Дейотара, который отдал ему во владение город Горбейус. Во время борьбы Цезаря с Помпеем он вместе с тестем принял сторону Помпея и отправил на помощь ему 300 всадников, но после Фарсальской битвы, вероятно, подчинился Цезарю. В 45 до н. э. Кастор донёс Цезарю на своего тестя, якобы тот, угощая два года тому назад у себя Цезаря, имел намерение его убить.
Цицерон принял на себя защиту Дейотара, и донос не имел никаких последствий. Дейотар же жестоко отомстил Кастору, убив его и жену его и разрушив его город.